# Rhodiola purpureoviridis
Rhodiola purpureoviridis är en fetbladsväxtart. Rhodiola purpureoviridis ingår i släktet rosenrötter, och familjen fetbladsväxter.

## Underarter
Arten delas in i följande underarter:
- R. p. phariensis
- R. p. purpureoviridis